# ジャガー・R-D6
ジャガー・R-D6（The Jaguar R-D6 ）は2003年に発表されたジャガーのコンセプトカーである。

## 概要
R-D6は2003年のフランクフルトモーターショーで発表された。
エンジンは2.7L V型6気筒ディーゼルエンジンを搭載して後輪を駆動し、最高出力233PS、最大トルク500Nmを発揮する。エンジンはプジョーの開発によるもので、Sタイプのディーゼルエンジンを搭載している。

デザインはイアン・カラムによるもので、後部座席のドアはマツダ・RX-8から影響を受けたもの。リアのドアヒンジは横に取り付けられており、トランクは横向きに開くようになっている。

4,330mmの全長に2,840mmのホイールベースを持ち、タイヤは21インチのものを装着している。

## 参照
1. ↑   https://www.below-the-radar.com/jaguar-r-d6/
2. ↑   https://www.ultimatecarpage.com/spec/1733/Jaguar-R-D6.html
3. ↑  https://www.autocar.co.uk/car-news/new-cars/jaguar-hatch-launch-2014
4. ↑  https://www.topgear.com/car-news/tgs-guide-concepts-jaguar-r-d6
5. ↑  https://archive.md/20141202160105/http://www.cardesignnews.com/site/home/rss_display/item290350/